# Rupert Murdoch
Keith Rupert Murdoch (Melbourne, 11 de março de 1931), é um empresário australio-americano, acionista majoritário da News Corp, um dos maiores grupos midiáticos do mundo. Em 2015, foi classificado como a 32ª pessoa mais poderosa do mundo e a 76ª maior fortuna do mundo pela revista Forbes.

## Biografia
Filho de Sir Keith Murdoch (1885-1952) e de Elisabeth Murdoch (nascida Greene, em 1909), Rupert Murdoch tem ascendência inglesa, irlandesa e escocesa. Os pais de Rupert Murdoch nasceram em Melbourne. Keith Murdoch foi um famoso correspondente de guerra e mais tarde um magnata da imprensa regional. Os pais de Murdoch casaram-se em 1928. Para além dele, o casal teve três filhas: Janet Calvert-Jones, Anne Kantor e Helen Handbury.
Após a morte do seu pai, quando Murdoch tinha 21 anos, ele regressou de Oxford, onde estudava, para cuidar da empresa da família - a News Limited, criada em 1923 e cujo principal ativo era o jornal Adelaide News, que Rupert transformou num grande sucesso.
Em 1986, ansioso por adotar novas tecnologias de publicação eletrônica, Murdoch consolidou as suas operações de impressão no Reino Unido, em Wapping, o que causou em consequência disputas industriais amargas. A holding News Corporation adquiriu a Twentieth Century Fox (1985), HarperCollins (1989), e The Wall Street Journal (2007). Murdoch formou a emissora britânica BSkyB em 1990, e, durante a década de 1990, expandiu-se para as redes asiáticas e para a televisão sul-americana. Em 2000, a News Corporation de Murdoch possuía mais de 800 empresas em mais de 50 países, com um patrimônio líquido de mais de US$ 5 bilhões.
Murdoch é muito criticado pelos seus métodos de jornalismo, comparado frequentemente ao Cidadão Kane, do filme Orson Welles.
Em 2023, com 92 anos, anunciou que se retiraria da vida ativa, continuando o seu filho Lachlan Murdoch a gerir o grupo.

## Vida Pessoal

### Casamentos
Em 1956 casou-se com Patricia Booker, uma ex-assistente de loja e comissária de bordo de Melbourne, Austrália, e tiveram sua única filha, Prudence. Em 1967 o casal divorciou-se.
Em 1967 casou-se com Anna Maria Torv (Tõrv), uma jornalista cadete escocesa que trabalhava para o jornal de Sydney de Murdorch, The Daily Telegraph. Durante o seu casamento com Torv, uma católica romana, Murdoch foi feito Cavaleiro da Ordem de São Gregório Magno (KSG), uma honra papal concedido pelo Papa João Paulo II.
Torv e Murdoch tiveram três filhos: Elisabeth Murdoch (nascida em Sydney, Austrália, no dia 22 de agosto de 1968), Lachlan Murdoch (nascido em Londres, Reino Unido, no dia 8 de Setembro 1971) e James Murdoch, (nascido em Londres, Reino Unido, no dia 13 de Dezembro 1972)..
As empresas de Murdoch publicaram dois romances da sua então esposa: Family Business (1988) e Coming to Terms (1991), ambos amplamente considerados publicações de vaidade.
Eles divorciaram-se em junho de 1999. Anna Murdoch recebeu US$ 1,7 bilhões em ativos, incluindo US$ 110 milhões em dinheiro. Ficou conhecido com o divórcio mais caro do mundo.
Em 25 de junho de 1999, 17 dias após divorciar-se da sua segunda mulher, Murdoch, então com 68 anos, casou-se com a chinesa Deng Wendi (Wendi Deng). Ela tinha 30 anos, formada recentemente pela Yale School of Management, e recém nomeada vice-presidente da STAR TV, uma das empresas de Murdoch. O casal tem duas filhas, Grace (nascida em 2001) e Chloe (nascida em 2003).
Em 13 de junho de 2013, um porta-voz da News Corporation, confirmou que Murdoch pediu divórcio de Deng em Nova York, EUA, onde o agora ex- casal reside. De acordo com o porta- voz, o casamento tinha terminado irremediavelmente havia mais de seis meses.
Em 4 de março de 2016 casou-se novamente com a modelo e atriz americana Jerry Hall. Murdoch e Hall casaram-se no civil numa cerimônia privada na luxuosa mansão Spencer House, no centro de Londres. Divorciaram-se em 2022.
Em 1 de junho de 2024, casou-se com sua noiva, a russa Elena Zhukova, de 67 anos. O casamento aconteceu em um vinhedo de propriedade do bilionário em Bel Air, na Califórnia. A cerimônia marca o quinto casamento de Murdoch.

### Filhos
Murdoch tem seis filhos. A sua filha mais velha, Prudence MacLeod, foi nomeada em 28 de janeiro de 2011 para o conselho da Times Newspapers Ltd, parte do News  International, que publica o The Times e o The Sunday Times. O filho mais velho, Lachlan ex-vice-diretor de operações do News Corporation e editor do New York Post, era o herdeiro de Murdoch aparente antes de se demitir dos seus cargos executivos na empresa de mídia global, no final de julho 2005. A saída de Lachlan deixou o seu irmão James Murdoch (executivo-chefe do serviço de televisão por satélite British Sky Broadcasting desde novembro de 2003) como o único filho de Murdoch ainda diretamente envolvido com as operações da empresa, embora Lachlan concordou em permanecer a bordo da News Corporation.  Depois de se formar pelo Vassar College e casar-se com o colega de classe Elkin Kwesi Pianim (o filho do magnata financeiro e político ganês Kwame Pianim) em 1993, a filha de Murdoch, Elisabeth, junto com seu marido compraram um par de estações de televisão NBC-afiliados na Califórnia, KSBW e KSBY, com um empréstimo de 35 milhões dólares fornecidos por seu pai. Rapidamente reorganiza-los e revendê-los em 1995, com um lucro de US$ 12 milhões. Elisabeth emergiu como uma rival inesperada para os seus irmãos na eventual liderança do império de Murdoch. Mas depois de divorcia-se do seu primeiro marido em 1998 e discutir publicamente com seu mentor designado Sam Chisholm na BSkyB, ela saiu por conta própria, como uma produtora de filmes e televisão em Londres. Desde então ela tem aproveitado o sucesso independente, em conjunto com seu segundo marido Matthew Freud (bisneto de Sigmund Freud), que ela conheceu em 1997. Os dois se casaram em 2001.
É relatado haver tensão entre Murdoch e os seus filhos mais velhos sobre os termos do trust holding da família que detém 20,5% de participação na News Corporation, cujo valor estimado em 2005 era de US$ 6,1 bilhões. Na trust holding, as suas filhas com Wendi Deng, têm participação nos lucros das ações, mas não têm direito a voto ou controle acionário. Os direitos de voto são divididos em duas partes entre Murdoch, de um lado, e os filhos de seus dois primeiros casamentos. Os privilégios de voto de Murdoch não são transferíveis e só irão expirar após a sua morte, quando as ações passarão a ser controladas unicamente pelos seus filhos dos casamentos anteriores, mas as suas meias-irmãs continuaram a obter a sua cota de renda a partir dele.
É o desejo declarado de Murdoch que seja dada às suas filhas com Wendi Deng uma parte do controle acionário proporcional à sua participação financeira (o que significaria que, se Murdoch morrer enquanto pelo menos uma das crianças for menor de idade, Deng exerceria o controle). Não parece que ele tenha fortes fundamentos jurídicos para contestar o presente acordo, e tanto sua ex-esposa Anna como seus três filhos são contra qualquer mudança.

## O escândalo doNews of the World
Em julho de 2011, Murdoch enfrentou acusações de que as suas empresas, incluindo o jornal News of the World, de propriedade da News Corporation, utilizavam a prática ilegal de escutas telefónicas, em telefones fixos e celulares da realeza, de celebridades, e até de cidadãos comuns, para obter notícias, caracterizando violação de privacidade. No dia 21 de julho de 2012, Murdoch renunciou ao cargo de diretor da News International.

Atualmente Rupert Murdoch encontra-se sob investigação da polícia britânica, por suborno e corrupção. Nos EUA, também está a ser investigado pelo FBI por crimes  semelhantes.